# Paul Pouwels
Paulus Gerardus Adrianus “Paul” Pouwels (Nijmegen, 30 april 1941 – Oss, 25 augustus 2015) was een Nederlandse regisseur.

## Leven
Pouwels werd geboren in een arbeidersgezin. Na een opleiding tot assistent-scheepswerktuigkundige begon Pouwels midden jaren zestig zijn carrière in de filmindustrie. Hij regisseerde onder meer de Nederlandse televisieserie Pleisterkade 17 (1975), Kunt u me de weg naar Hamelen vertellen, meneer? (1972) en De postmeester (1965).
In 1965 trouwde Pouwels met de actrice Els van Rooden. Haar kinderen, Barbara Pouwels en Pieternel Pouwels, werden eveneens bekende actrices. Pouwels overleed op 25 augustus 2015 op 74-jarige leeftijd in Oss.

## Filmografie
- 1965: De postmeester
- 1972: Eva Bonheur
- 1972: Kunt u mij de weg naar Hamelen vertellen, mijnheer? (televisieserie)
- 1975–1977: Pleisterkade 17 (televisieserie)
- 1976: Pygmalion